# 1970-ті

## Події
- сировинна та енергетична криза.
- Менеджерська революція
- занепад руху хіпі
- філософія: трансперсоналізм, Трансакційний аналіз. Криза системного аналізу. Постмодернізм. Теологія визволення.
- нові науки: Біосоціоло́гія (соціобіологія), генна інженерія.
- поява парфуму «Opium».
- у західній психіатричній і психологічній літературі широкого поширення набула концепція Е.Еріксона (1968) про «кризу ідентичності» як про головну особливість підліткового віку .
- питання прав людини відіграє центральну роль у підході СДПН у комуністичній Європі[1].
- епідемія холери в СРСР: Одеса, Батумі, Нахічевань. В Астрахані з 25 липня по 25 вересня холерою захворіло 927 осіб, з яких у 675 діагноз був бактеріологічно підтверджений (509 — в місті і 418 в області) . Виявлено 1100 вібріоносіїв і 10521 чоловік контактних з хворими на холеру. Всі вони були ізольовані , 3266 — були госпіталізовані в провізорний госпіталь; 54567 осіб пройшли обсервацію; 133000 осіб отримали тетрациклін. У Керчі з 7 серпня по 24 вересня 1970 захворіло на холеру 158 осіб . З них у 126 осіб діагноз підтверджено бактеріологічно . Виділялися два штами Інаба і Огава . Виявлено 62 вібріоносіїв, провізорного госпіталізовано 4931 осіб, пройшли обсервацію 159354 людини, тетрациклін отримало 172 935 чоловік. В Одесі с 2 серпня по 9 вересня захворіло 126 осіб, з них 7 осіб померло, бактеріологічно підтверджено 104 випадки, виявлено 139 вібріоносіїв. Всього в СРСР обсервацію пройшло 180 000 осіб. Працювало 10 бактеріологічних лабораторій, і бактеріологічно обстежено 193359 осіб, тетрациклін отримали близько 1 млн чоловік[2].
- 1975 — Хельсінкський Заключний акт 1975.